# Igreja Matriz de Nossa Senhora do Rosário de Padre Viegas

Igreja de Nossa Senhora do Rosário, localizada na Praça do Rosário, Padre Viegas.

A Igreja Matriz de Nossa Senhora do Rosário localizada no distrito marianense de Padre Viegas, foi construida no século XVIII, no estilo Rococó.

## História
No local existia uma primitiva capela dedicada a Santa Efigênia, construída pelo casal Antônio Lopes Chaves e Helena Maria de Jesus, moradores da então Arraial do Sumidouro. A construção de uma igreja maior teria sido iniciada a partir de 1740, no mesmo local, desta vez dedicada a Nossa Senhora do Rosário, tendo o mesmo casal fundador colaborado nas suas obras. Acredita-se que a sua construção terminou em 1745, tendo se tornado colativa em 1752.
No inicio do século XIX a Igreja estava em situação de abandono, tendo passado por uma obra de reconstrução. No decorrer de sua história, a Igreja não passou por grandes alterações em sua estrutura, mantendo, até hoje, seu estilo original.
Em 1990 a Igreja passou por uma grande reforma, realizava por José Calixto da Silva, Morais Guido de Lima, João Facundo de Souza, Geraldo de Jesus Gomes e o carpinteiro Antônio Zacarias. Nesta mesma década ocorreu um grande saque no templo, diversas imagem sacras continuam desaparecidas. Novos furtos voltaram a ocorrer em 2018.
Foi tombada em 2015, a nível municipal, por sua importância cultural para a cidade.

## Descrição
A igreja possui uma bela fachada, discretamente avançada em relação às torres, que, por sua vez, se parecem com as da Igreja de São Francisco de Assis da Ordem Terceira de São Francisco em Mariana.
O interior é simples, porém harmônico, com o altar-mor e os dois colaterais ornados de talha tendente ao Rococó. A igreja possui colunas e tribunas nas laterais da nave principal, e a capela do santíssimo possui um belo e piedoso crucifixo, provavelmente da mesma época de sua edificação.